# Ofaiston
Ofaiston là chi thực vật có hoa trong họ Amaranthaceae.